# ابرفراو
ابرفراو (به انگلیسی: Aberffraw) یک منطقهٔ مسکونی در بریتانیا است که در انگلسی واقع شده‌است. ابرفراو ۶۲۰ نفر جمعیت دارد.